# Bergsmannimeer
Het Bergsmannimeer, Zweeds - Fins: Bergmannijärvi, is een meer in Zweedse. Het meer ligt in de gemeente Kiruna. De Bergsmannirivier komt door het meer, maar het meer krijgt ook water van de zuidelijke hellingen van de Bergsmanniberg.
Afwatering: Bergsmannirivier → meer Bergsmannimeer → Bergsmannirivier → Liukattirivier → Luongasjoki  →  Torne → Botnische Golf